# Hoh Xil
Hoh Xil of KeKexili (naam met Mongoolse oorsprong: Blauwe Bergrug), ook Aqênganggyai (naam met Tibetaanse oorsprong: Heer van de tienduizend bergen) is een geïsoleerde, uiterst dun bevolkte regio in het noordwestelijk deel van het Qinghai-Tibetaans Plateau in het grensgebied van de Tibetaanse Autonome Regio, de Chinese provincie Qinghai en de autonome regio Xinjiang. Het is een regio met een oppervlakte van 83.000 km² en een gemiddelde hoogte van 4.800 meter, gelegen tussen de bergketens van Tanggula en Kunlun.
Het zuidoostelijk deel van de Hoh Xil is een van de voornaamste voedingsbassins voor de Yangtze, de rest van het gebied vormt een endoreïsch bekken met vele meren, aangeduid als het Hoh Xil merendistrict. 45.000 km² van de Hoh Xil werd in 1995 door de Chinese overheid beschermd als een natuurreservaat.
Hoh Xil is vulkanisch. Rondom een naamloos vulkanische veld bevinden zich een aantal vulkanen uit het late Cenozoïcum. Vulkaanactiviteit in het gebied was meestal met Hawaï-type erupties.
Hoewel er een hard klimaat heerst, is Hoh Xil de habitat van meer dan 230 soorten wilde fauna, waarvan 20 in China beschermd zijn, waaronder de wilde jak, de Mongoolse wilde ezel, het witliphert, de bruine beer en de bedreigde Tibetaanse antilope. De in grote aantallen aanwezige zwartlipfluithaas is dan weer voeding voor de bruine beren. Het lot van de Tibetaanse antilope verbeterde in China gevoelig na het succes van de film Kekexili: Mountain Patrol uit 2004.
De Peking-Lhasa-spoorlijn en de G109 lopen parallel aan mekaar langs de oostelijke grens van het reservaat. De hoogstgelegen spoortunnel ter wereld, de 1.338 m lange Fenghuoshanspoortunnel - onderdeel van de Peking-Lhasa-spoorlijn - ligt in Hoh Xil.
Tijdens de 41e sessie van de UNESCO Commissie voor het Werelderfgoed in juli 2017 in Krakau werd een gebied van 3.735.632 ha met een bufferzone van 2.290.904 ha onder de naam van "Qinghai Hoh Xil" erkend als natuurlijk werelderfgoed en bijgeschreven op de werelderfgoedlijst.
Chinese Muur · Heilige berg Taishan · Verboden Stad · Paleis van Mukden · Mogaogrotten · Mausoleum van de eerste Qin-keizer · Vindplaats van de Pekingmens in Zhoukoudian · Berglandschap van Huang Shan · Jiuzhaigou-vallei · Huanglong · Wulingyuan · Bergresidentie en afgelegen tempels van Chengde · Tempel en begraafplaats van Confucius en het huis van de familie Kong in Qufu · Oud gebouwencomplex in de Wudangbergen · Historisch ensemble van het Potala-paleis in Lhasa · Jokhangtempel · Norbulingkatempel · Nationaal park Lushan · Landschap rond de berg Emei, inbegrepen het gebied van de Grote Boeddha van Leshan · Oude stad Lijiang · Oude stad Pingyao · Suzhou · Zomerpaleis, een keizerlijke tuin in Peking · Tempel van de hemel, een keizerlijk offeraltaar in Peking · Rotssculpturen van Dazu · Wuyigebergte · Oude dorpen in zuidelijk Anhui - Xidi en Hongcun · Keizerlijke paleizen van de Ming- en Qing-dynastieën in Peking en Shenyang · Grotten van Longmen · Qingcheng en Dujiangyan-irrigatiesysteem · Grotten van Yungang · Beschermd gebied van drie parallelle rivieren in Yunnan · Hoofdsteden en graven van het oude koninkrijk Koguryo · Historisch centrum van Macau · Reservaten van de reuzenpanda in Sichuan · Yinxu · Diaolou en dorpen in Kaiping · Zuid-Chinese karstlandschap · Tulou in Fujian · Nationaal park Sanqingshan · Wutai Shan · Cultuurlandschap van het Westelijke Meer van Hangzhou · Tian Shan in Xinjiang · Cultuurlandschap van rijstterrassen van de Hani in Honghe · Het Grote Kanaal · Zijderoute: het wegennetwerk van de Chang'an-Tiensjancorridor · Sites van de Tusi · Cultuurlandschap met rotstekeningen van Zuojiang Huashan · Hubei Shennongjia · Qinghai Hoh Xil · Gulangyu: een historische internationale nederzetting · Fanjingshan · Archeologische ruïnes van de stad Liangzhu · Trekvogelreservaten langs de kust van de Gele Zee en de Golf van Bohai · Quanzhou